# Генрих LXIV Рейсс-Кёстрицкий
Генрих LXIV (64-й) Рейсс-Кёстрицкий (нем. Heinrich LXIV Reuß zu Köstritz; 31 марта 1787, Бад-Кёстриц, Тюрингия — 16 сентября 1856, Эрнстбрун, Нижняя Австрия) — граф (с 1806 года — принц (князь); с 1814 года — владетельный князь) Рейсс-Кёстрицкий (нем.), активный участник Наполеоновских войн, австрийский генерал от кавалерии (1848).

## Биография
Князь Генрих происходил из немецкой Рейсской династии, управлявшей рядом миниатюрных германских государств, все мужчины в которой носили имя Генрих и имели сплошную нумерацию, распространявшуюся на всех мужчин в роду, а не только правителей, по порядку их рождения. Династия Рейссов делилась на две ветви: старшую и младшую. В старшей нумерация Генрихов обнулялась после цифры сто (но эта цифра так и не была достигнута), тогда как в младшей, куда более многочисленной, нумерация начиналась заново с началом каждого следующего столетия. Таким образом, Генрих был 61-м мужчиной, родившимся в младшей линии семьи Рейсс в течение XVIII столетия.
Генрих 64-й был младшим сыном Генриха XLIII (43-го) Рейсс-Кёстрицкого (нем.; 1752—1814), который являлся суверенным владетельным князем одного из княжеств Рейсского дома: государства Рейсс-Кёстриц (нем.) с центром в городе Бад-Кёстрицё (ныне входит в состав федеральной земли Тюрингия, Германия). Его старшим братом был Генрих LXI (61-й) Рейсс-Кёстрицкий, бригадный генерал французской армии (1813) и преданный сторонник Наполеона.
В отличие от старшего брата, Генрих 64-й терпеть не мог Наполеона и считал его заклятым врагом немецкого народа. Он получил образование в Йенском университете, одном из ведущих образовательных центров Германии в то время, после чего, в апреле 1804 года, поступил младшим лейтенантом в 47-й пехотный графа Кинского полк австрийской армии. Однако уже осенью того же года он был с повышением переведён в кавалерию — капитаном в Бланкенштейнский гусарский полк, с которым участвовал в кампании 1805 года, которая для Австрии окончилась Аустерлицем.
В кампанию 1809 года принц Генрих 64-й был адъютантом австрийского главнокомандующего эрцгерцога Карла. Он отличился в битве при Асперне, где, по приказу эрцгерцога, возглавил пехотный полк Рейсс-Плауэна в ходе ожесточённых боёв за город. В результате, трём австрийским пехотным полкам, один из которых возглавлял принц Генрих, удалось не только выбить французов из города, но и удержать его против ожесточённо контратакующего противника. За битву при Асперне принц Генрих 64-й был награждён рыцарской (кавалерской) степенью ордена Марии Терезии — австрийской высшей наградой за доблесть в бою, аналогом русского ордена Святого Георгия.
В сражении при Ваграме принц Генрих находился рядом с эрцгерцогом Карлом, а после сражения присутствовал при заключении перемирия. После отставки эрцгерцога, принц Генрих также вышел в отставку в чине подполковника. В 1812 году, после того, как Австрия обязалась предоставить Наполеону войска для войны с Россией, принц Генрих, несогласный с этим решением, выехал в Англию, где записался в том же чине в британский Королевский германский легион (КГЛ), где стал командиром егерского батальона, во главе которого составе которого отправился в Испанию с армией Веллингтона. Он принял участие во многих боях и сражениях, пройдя с британской армией боевой путь от Испании до Тулузы, отличился в битве при Витории и при осаде Сан-Себастьяна. Находясь в Испании и сражаясь там против французской армии, он в 1813 году получил известие о том, что его старший брат в битве при Кульме бездетным погиб за Францию. Весной 1814 года война окончилась, а осенью скончался отец братьев, принц Генрих 43-й, и принц Генрих 64-й, неожиданно для себя, унаследовал престол владетельного князя. Он представлял Рёйсс-Кёстриц на Венском конгрессе, и, пользуясь благосклонностью как британцев, так и австрийцев, сумел сохранить суверенитет своего государства.

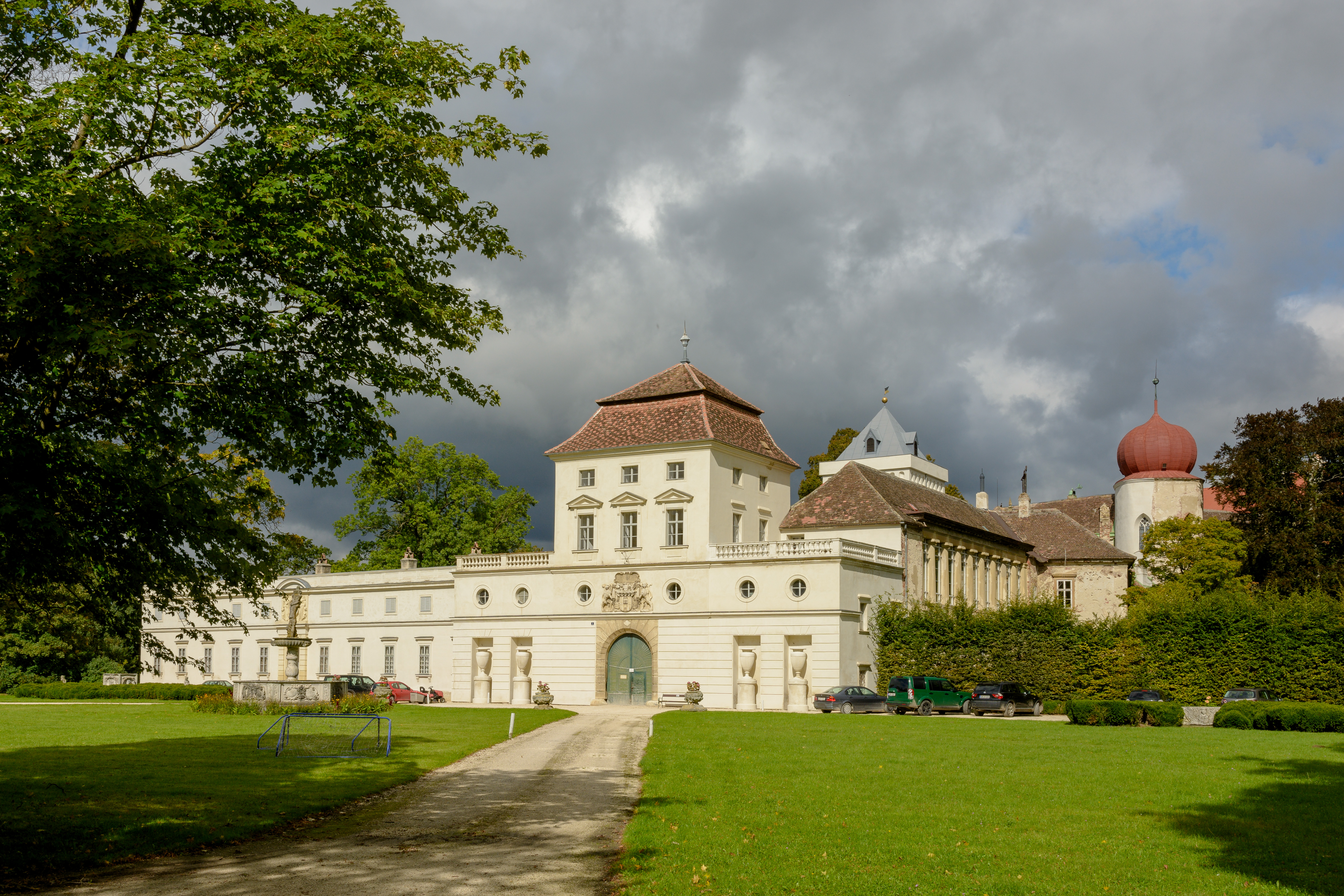
Замок Эрнстбрунн в одноимённом австрийском городе, где князья Рейссы проживают до сих пор. Современная фотография.

Когда Наполеон в 1815 году покинул Эльбу и высадился во Франции, Генрих 64-й вернулся на военную службу и поступил подполковником снова в австрийскую армию, в 11-й пехотный полк эрцгерцога Райнера. С ним он принял участие в осаде Гюнингена, крепости на границе Франции, но пришедшие с севера вести о поражении французов при Ватерлоо окончили военную кампанию.
После окончания Наполеоновских войн, принц Генрих, будучи уже владетельным князем, остался, тем не менее, служить в австрийской армии. Он был произведён в полковники, 11 лет был полковым командиром 6-го гусарского полка, был произведён в генерал-майоры, затем в генерал-лейтенанты (1836). Он служил главнокомандующим войсками сначала в Славонии и Сирмии, а затем в Моравии и Силезии. 1 декабря 1848 года он вышел в отставку с чином генерала от кавалерии. После отставки жил уединённо в своём замке Эрнстбрунн в одноименном австрийском городе. Был холост и бездетен, его престол и всю собственность унаследовал двоюродный брат, чьи потомки давно утратили права суверенных правителей, но замком Эрнстбрунн владеют до сих пор.
Со своим старшим братом, который сражался на стороне Наполеона, принц Генрих был в не самых простых отношениях. Тем не менее, оба брата пообещали друг другу, не станут сражаться в противоборствующих армиях в одном и том же сражении, и всегда требовали от своего командования посылать их в разные места, причём их просьбам неизменно шли навстречу.

## Комментарии
1. ↑  В 1806 году Наполеоном была произведена «ревизия» титулов владетелей упразднённой по его настоянию Священной Римской империи германской нации. Три прежних курфюрста: баварский, саксонский и вюртембергский были «повышены» до королей, курфюрст Бадена стал великим герцогом, а Рейссам, вместо графского был пожалован более высокий княжеский титул.
2. ↑  В русских источниках, особенно дореволюционных, слово «принц» зачастую намеренно используется как синоним слова «князь», по отношению к немецким владетельным князьям и членам их семей, а также в отношении членов побочных ветвей французского королевского дома.
3. ↑  «В 1668 г. определено, чтобы все мужчины дома Р. носили имя Генриха, причем в старшей линии счет идет до ста (C) и затем начинается снова с I, в младшей же счет ведется вновь с начала каждого нового столетия.» Рейсс, княжества в Германии // Энциклопедический словарь Брокгауза и Ефрона : в 86 т. (82 т. и 4 доп.). — СПб., 1890—1907.